# Galeodes sarpolensis
Galeodes sarpolensis är en spindeldjursart som beskrevs av Harvey 2002. Galeodes sarpolensis ingår i släktet Galeodes och familjen Galeodidae. Inga underarter finns listade i Catalogue of Life.